# پایگاه نیروی هوایی گالیاو
پایگاه نیروی هوایی گالیاو (به انگلیسی: Galeão Air Force Base) (به زبان بومی: Base Aérea do Galeão) یک فرودگاه نظامی: پایگاه نیروی هوایی با کد یاتا GIG است که یک باند فرود بتن دارد و طول باند آن ۴۰۰۰ متر است. این فرودگاه در شهر ریو دوژانیرو کشور برزیل قرار دارد و در ارتفاع ۹ متری از سطح دریا واقع شده‌است.